# Clas Wachtmeister
Clas Rütger Axelsson Wachtmeister, född 31 juli 1926 i Engelbrekts församling i Stockholm, död 16 september 2011 i S:t Peters församling i Lund, var en svensk greve, lantmästare och godsägare.

## Biografi
Wachtmeister var son till greve Axel Knut Georg Wachtmeister (1890–1944) och grevinnan Görel Elsa Dagmar Posse (1899–1942). Han avlade studentexamen vid Solbacka läroverk 1946, officersexamen 1949 och lantmästarexamen i Alnarp 1954. Wachtmeister var innehavare av Pilsåkers gård från 1954.
Wachtmeister gifte sig 1954 med friherrinnan Gunilla "Ninna" Barnekow (1932–2022), dotter till friherren Malte Barnekow och Sonja Dickson. Han är far till Sissela (1955–2003), Rütger (född 1956) och Helen (född 1960). Wachtmeister är begravd på Norra kyrkogården i Lund.